# Czemerowce
Czemerowce (ukr. Чемерівці, Czemeriwci) – osiedle typu miejskiego na Ukrainie, w obwodzie chmielnickim, siedziba władz rejonu czemerowieckiego.
Miejscowość założona w 1565, w XVI w. należała do rodziny Wilkowskich herbu Pobóg, prawa miejskie otrzymała w 1797, w XIX w. należała do rodziny Matusewiczów, a status osiedla typu miejskiego w 1959 roku.
W 2001 r. osiedle liczyło 5431 mieszkańców. Miejscowość leży na terenie parku narodowego „Podilśki Towtry”.